# Anmeldelse (journalistik)
 For alternative betydninger, se Anmeldelse. (Se også artikler, som begynder med Anmeldelse)
En anmeldelse er en kritikers vurdering af litteratur, musik, kunst eller film. En kritiker kaldes ofte anmelder.
En anmeldelse af en koncert, en bog eller et andet kunstværk indeholder en beskrivelse af værket, giver en bedømmelse af det, en begrundelse for bedømmelsen og en samlet vurdering på den baggrund.

## Krav til anmeldelser
Ifølge Sandro Nielsen er det en gylden regel, at anmeldelsen giver et sandru og retvisende billede af værket, og at oplysningerne er relevante, pålidelige, fair og fyldestgørende. Anmeldelser publiceres i forskellige medier, og der stilles anderledes krav i et dagblad end i lægevidenskabelige tidsskrifter.